# Auxilium Pallacanestro Torino 1978-1979
La Auxilium nel 1978-1979, sponsorizzata Chinamartini, ha giocato in Serie A1 piazzandosi al nono posto nella stagione regolare.

## Roster
|    | Naz.                                        | Ruolo | Sportivo           | Anno | Alt. | Peso | Note |
| -- | ------------------------------------------- | ----- | ------------------ | ---- | ---- | ---- | ---- |
|    | Italia (bandiera)                           |       | Carlo Fabbricatore |      |      |      |      |
| 5  | Italia (bandiera)                           | G     | Piero Mandelli     | 1958 |      |      |      |
| 6  | Italia (bandiera)                           | G     | Giuseppe Brumatti  | 1948 | 190  |      |      |
| 8  | Italia (bandiera)                           | P     | Maurizio Benatti   | 1955 | 183  |      |      |
| 10 | Italia (bandiera)                           | P     | Biagio Fioretti    | 1958 | 204  | 87   |      |
| 11 | Italia (bandiera)                           | A     | Alberto Marietta   | 1955 | 200  | 88   |      |
| 12 | Stati Uniti (bandiera)                      | C     | John Grochowalski  | 1952 | 204  | 94   |      |
| 15 | Italia (bandiera)                           | A     | Sergio Rizzi       | 1956 | 204  |      |      |
| 16 | Stati Uniti (bandiera)                      | C     | Randy Denton       | 1949 | 209  | 109  |      |
|    | Stati Uniti (bandiera) · Messico (bandiera) | C     | Carlos Mina        | 1953 |      |      |      |

### Staff tecnico
Capo allenatore: Alessandro Gamba

## Risultati
- Serie A1:
- stagione regolare: 9ª classificata;